# Vytfutia
Genre
Vytfutia est un genre d'araignées aranéomorphes de la famille des Phyxelididae.

## Distribution
Les espèces de ce genre se rencontrent en Malaisie, en Indonésie et à Madagascar.

## Liste des espèces
Selon World Spider Catalog (version 23.5, 09/09/2022) :
- Vytfutia bedel Deeleman-Reinhold, 1986
- Vytfutia halandrefana Griswold, 2022
- Vytfutia labalaba Griswold, 2022
- Vytfutia pallens Deeleman-Reinhold, 1989

## Systématique et taxinomie
Ce genre a été décrit par Deeleman-Reinhold en 1986 dans les Agelenidae. Il est placé dans les Amaurobiidae par Griswold en 1990 puis dans les Phyxelididae par Griswold, Coddington, Platnick et Forster en 1999.

## Publication originale
- Deeleman-Reinhold, 1986 : « A new cribellate amaurobioid spider from Sumatra (Araneae: Agelenidae). » Bulletin of the British arachnological Society, vol. 7, p. 34-36.